# Uarbryichthys
Uarbryichthys is een geslacht van basale uitgestorven straalvinnige beenvissen uit fossiele afzettingen in de buurt van het Talbragar River Bed. De verschillende soorten waren in het meer levende vissen die leefden tijdens het Laat-Jura van Australië, en zijn nauw verwant aan de macrosemiïden. Het levende dier zou een oppervlakkige gelijkenis hebben met een zeer kleine porgie, of zeebrasem, maar met een heterocercale staartvin.
Wade benoemde in 1941 de typesoort Uarbryichthys latus, 'de brede'. De geslachtsnaam betekent 'vis (ichthys) van Uarbry'. In 1953 benoemde hij Uarbryichthys incertus.